# Körtinghalle
Die Körtinghalle war eine 1909 errichtete Luftschiffhalle in der Militär-Aëronautischen Anstalt Fischamend. Mit Ende des Ersten Weltkrieges musste sie abgetragen werden.

## Luftschiffe
Die Körtinghalle beherbergte die k.u.k. Luftschiffe M.I Parseval, M.II Lebaudy und M.III Körting.

## Luftschraubenprüfanstalt
Nach der Körting-Katastrophe und dem Niedergang der k.u.k. Luftschifffahrt war in der Körtinghalle eine Luftschrauben-Prüfanstalt untergebracht. Diese weltweit einzigartige Einrichtung ermöglichte Forschungen mit einem Windkanal nach Professor Richard Knoller.

## Trivia
Die Körtinghalle wurde durch Schüler der HTL Mödling im Rahmen ihrer Diplomarbeit als Modell im Maßstab 1:72 verwirklicht. Dieses wurde am Flughafen Wien und im Heeresgeschichtlichen Museum Wien präsentiert. Im Zuge der Sonderausstellung „Militär-Aëronautische Anstalt Fischamend“ war es im HGM Zeltweg zu sehen.
Der ehemalige Standort der Körting-Luftschiffhalle wird durch das noch existente Widerlager des in ihr untergebrachten Luftschraubenprüfstandes markiert.